# Tatort: Schneefieber
Schneefieber ist ein Fernsehfilm aus der Krimireihe Tatort. Die Folge wurde vom Südwestfunk unter der Regie von Peter Schulze-Rohr produziert und erstmals am 18. Februar 1996 im Deutschen Fernsehen ausgestrahlt. Es ist die 326. Folge des Tatorts und achte Episode mit der Ludwigshafener Ermittlerin Lena Odenthal.

## Handlung
Ein Unbekannter schießt mit einem Gewehr auf einen fahrenden Zug. Durch das Fenster trifft er einen Mann, der daraufhin verblutet. Kommissarin Lena Odenthals Assistentin vermutet als Täter einen selbsternannten „Robin Hood“, der schon länger die Bahn erpresst und das Geld dann an Bedürftige verschenkt. Tatsächlich geht eine Geldforderung ein, und Lena Odenthal überwacht die Übergabe  des von der Polizei mit Farbpatronen präparierten Geldes. Trotz bester Vorbereitungen entkommt der Erpresser.
Tags darauf meldet sich ein anonymer Anrufer und gibt der Polizei einen Hinweis, wo sie „Robin“ aufgreifen könne. Tatsächlich wird Klaus Münter, ein Apotheker aus Ludwigshafen, mit einer großen Summe Geld angetroffen, deren Herkunft er nicht erklären will. Nach längerem Verhör räumt er ein, die Geldscheine in seiner Apotheke gereinigt zu haben, da sie von Farbpatronen verunreinigt gewesen seien. Anschließend habe er das Geld in Frankreich abgeliefert und dafür eine Provision erhalten. Mit einer Erpressung oder gar Mord habe er nichts zu tun. Da die Polizei bei einer Hausdurchsuchung Gewehrpatronen in Münters Apotheke findet, wird er in Haft genommen. Sein Anwalt Marc Weinhauer kann ihn jedoch auf Kaution frei bekommen, zudem werden an den Patronen keine Fingerabdrücke von Münter gefunden. Allerdings verrät er der Polizei, dass er das Geld über ein Schließfach getauscht habe. Weinhauer räumt das Schließfach und übergibt das darin gefundene Geld der Staatsanwaltschaft, er gibt an, einer seiner Mandanten habe ihn damit beauftragt. Münter weiß nicht, dass seine Freundin Vivi Saalbach auch die Geliebte Weinhauers geworden ist.
Die Kriminaltechnikerin kann inzwischen die Fingerabdrücke auf den gefundenen Patronen Rechtsanwalt Weinhauer zuordnen. Damit sieht Odenthal ihre Theorie bestätigt, dass Münter und Weinhauer zusammen mit Vivi Saalbach und Münters nicht grundlos eifersüchtigen Frau ein Quartett bilden. Sie bemerkt auch, dass es in diesem Quartett Unstimmigkeiten gibt, denn der anonyme Anruf dürfte von Münters eigener Frau gekommen sein. Odenthal hat keine Zweifel, dass Weinhauer der Schuldige ist. Wegen des Anschlags auf den Zug wird Münter angeklagt, Weinhauer verteidigt ihn. In ihrer Befragung erklärt Odenthal den Richtern, dass Münter nur der „Wasserträger“ des eigentlichen Täters sei, doch nennt sie keinen Namen. Sie besucht den inhaftierten Münter und fordert ihn auf, über die Loyalität seines Freundes Weinhauer nachzudenken. Denn da der Fall „Robin Hood“ kurz vor der Aufklärung stehe, wolle Weinhauer seinen Freund beschuldigen. Dieser verlangt von seiner Geliebten Vivi Saalbach, dass sie Münter vor Gericht belastet; doch diese hält dem Druck Weinhauers stand, sie spottet sogar, dass er sich nun „in die Hose scheißt“. Odenthals Argumente haben Münter überzeugt, er beschuldigt nun vor Gericht seinen Anwalt als den wahren Täter. Zum Beweis verrät er das Versteck der Tatwaffe, die er im Auftrag Weinhauers vergraben habe. Odenthal sagt voraus, dass auf den Patronen im Gewehr die Fingerabdrücke Weinhauers gefunden würden. Diesem werden noch im Gerichtssaal Handschellen angelegt. Auf Münter wartet für seine Geldwäsche die Verurteilung zu einer Haftstrafe auf Bewährung.
Vivi Saalbach fährt aus dem Gericht in Weinhauers Kanzlei und packt mehrere dicke Geldstapel aus dem Tresor in ihre große Handtasche. In der letzten Einstellung sitzt Vivi Saalbach in der Business Class eines Jumbo-Jets von Frankfurt nach Kanada, ihre große Handtasche neben sich. Sie lächelt.

## Rezeption

### Einschaltquote
8,09 Millionen Zuschauer sahen die Folge Schneefieber in Deutschland bei ihrer Erstausstrahlung am 18. Februar 1996, was einem Marktanteil von 23,08 Prozent entsprach.

### Kritik
Die Kritiker der Fernsehzeitschrift TV Spielfilm bewerten diesen Tatort als ein „Katz-und-Maus-Spiel mit viel Realitätsnähe“ und meinen: „Kurzweiliger Krimi mit fein konstruiertem Plot.“